# Ульяновское училище культуры
Ульяновский колледж культуры и искусства — среднее профессиональное учебное заведение города Ульяновска. Полное наименование — областное государственное бюджетное профессиональное образовательное учреждение «Ульяновский колледж культуры и искусства» (сокр. ОГБПОУ «Ульяновский колледж культуры и искусства» или ОГБПОУ "УККиИ"). В прошлом, до 2015 г. — Ульяновское училище культуры (ОГОБУ СПО «Ульяновское училище культуры (техникум)»). Основан в 1947 году. 

## История
Училище является одним из старейших в Поволжье средним профессиональным учебным заведением культуры. Было образовано в 1947 году. Работало два отделения: культурно-просветительная работа и библиотечное. Первые занятия проводились в арендуемом помещении в третью смену. Не хватало квалифицированных преподавателей, учебников, музыкальных инструментов. Среди первых студентов было немало фронтовиков. Первые выпускники — Белоусов К. Ф. и Захарычев Н. В. стали педагогами училища.

Мемориальные доски на здании 1-го учебного колледжа.

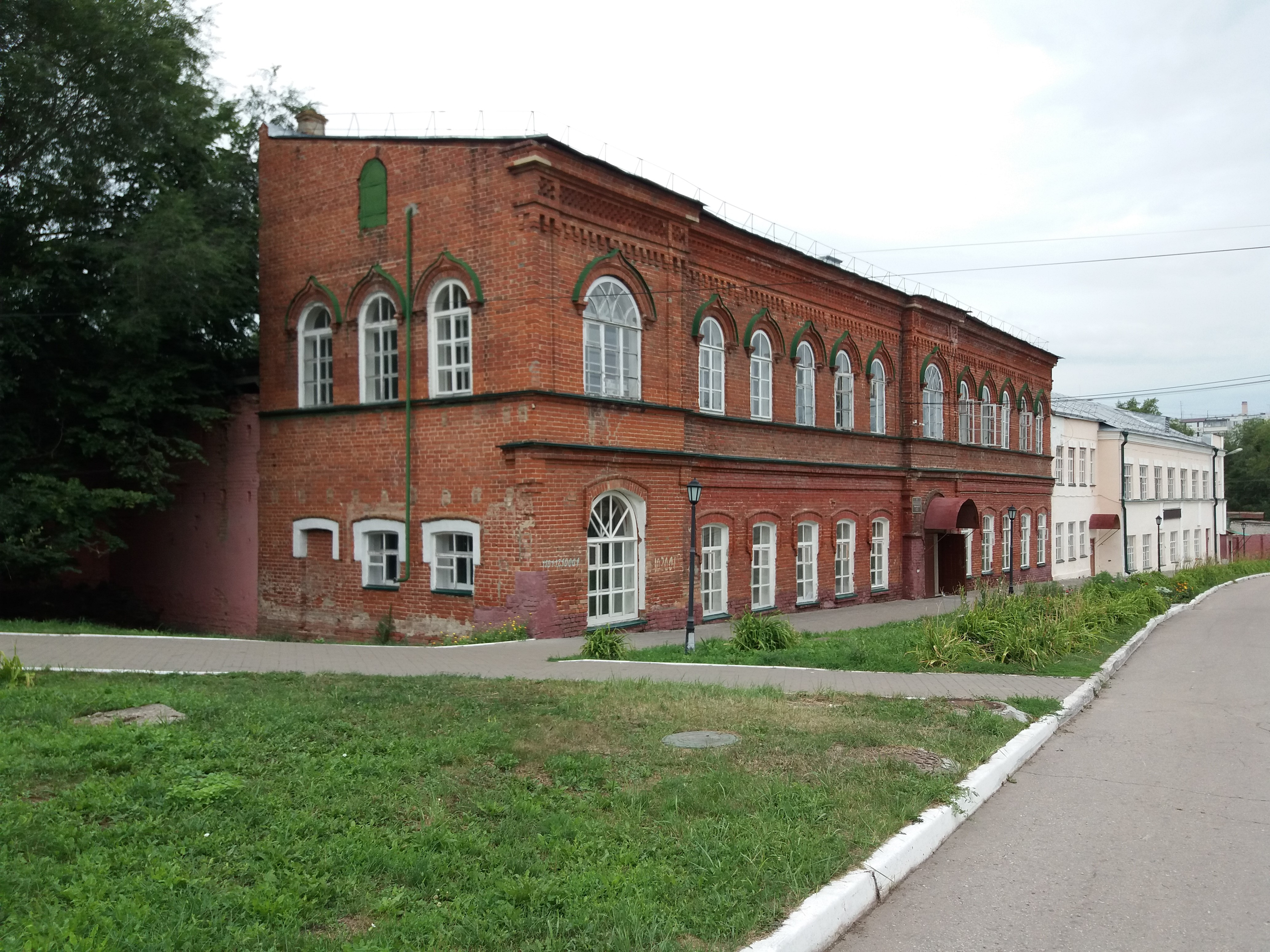
Здание 2-го учебного корпуса колледжа.

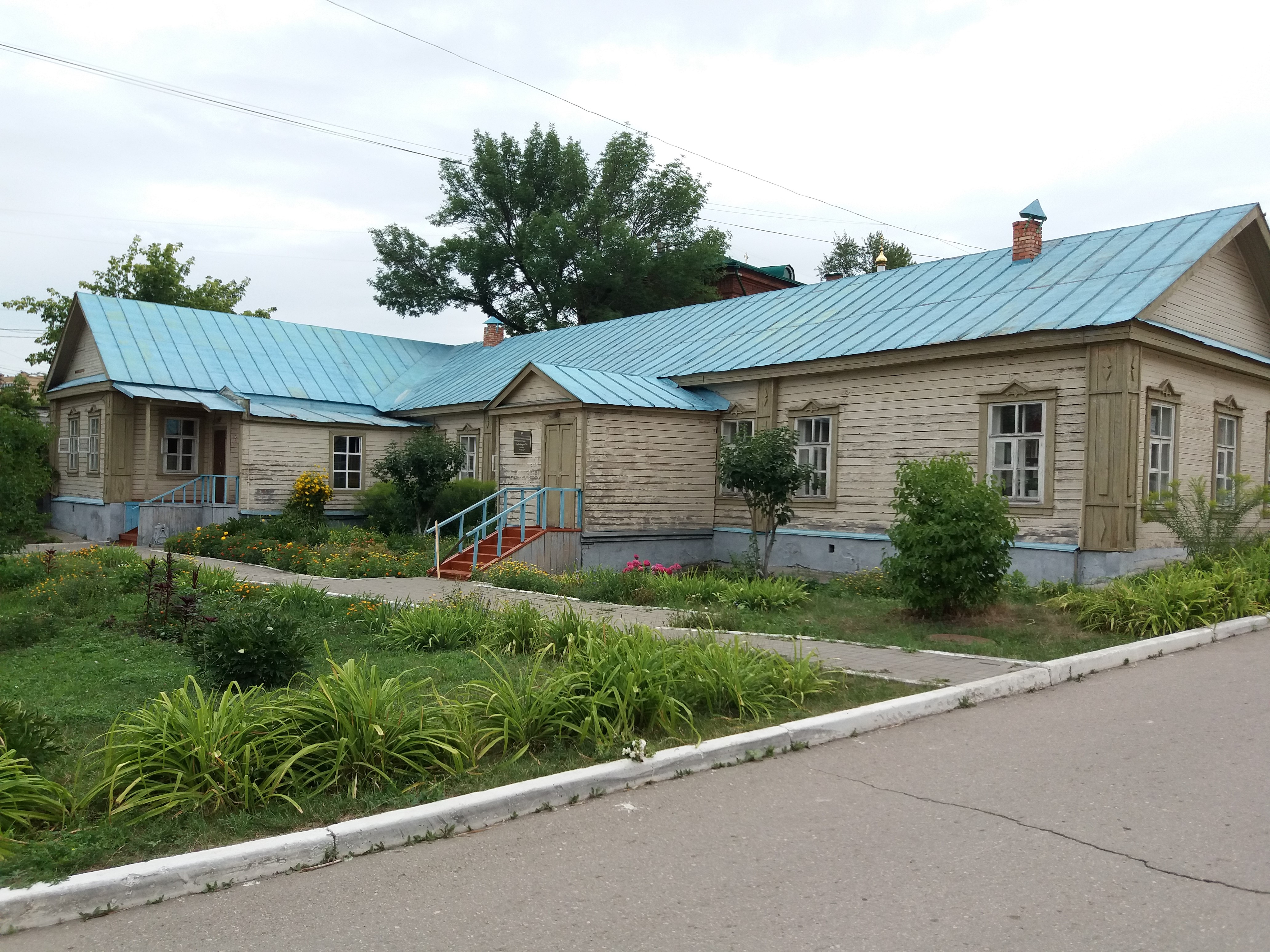
Здание 4-го учебного корпуса колледжа.

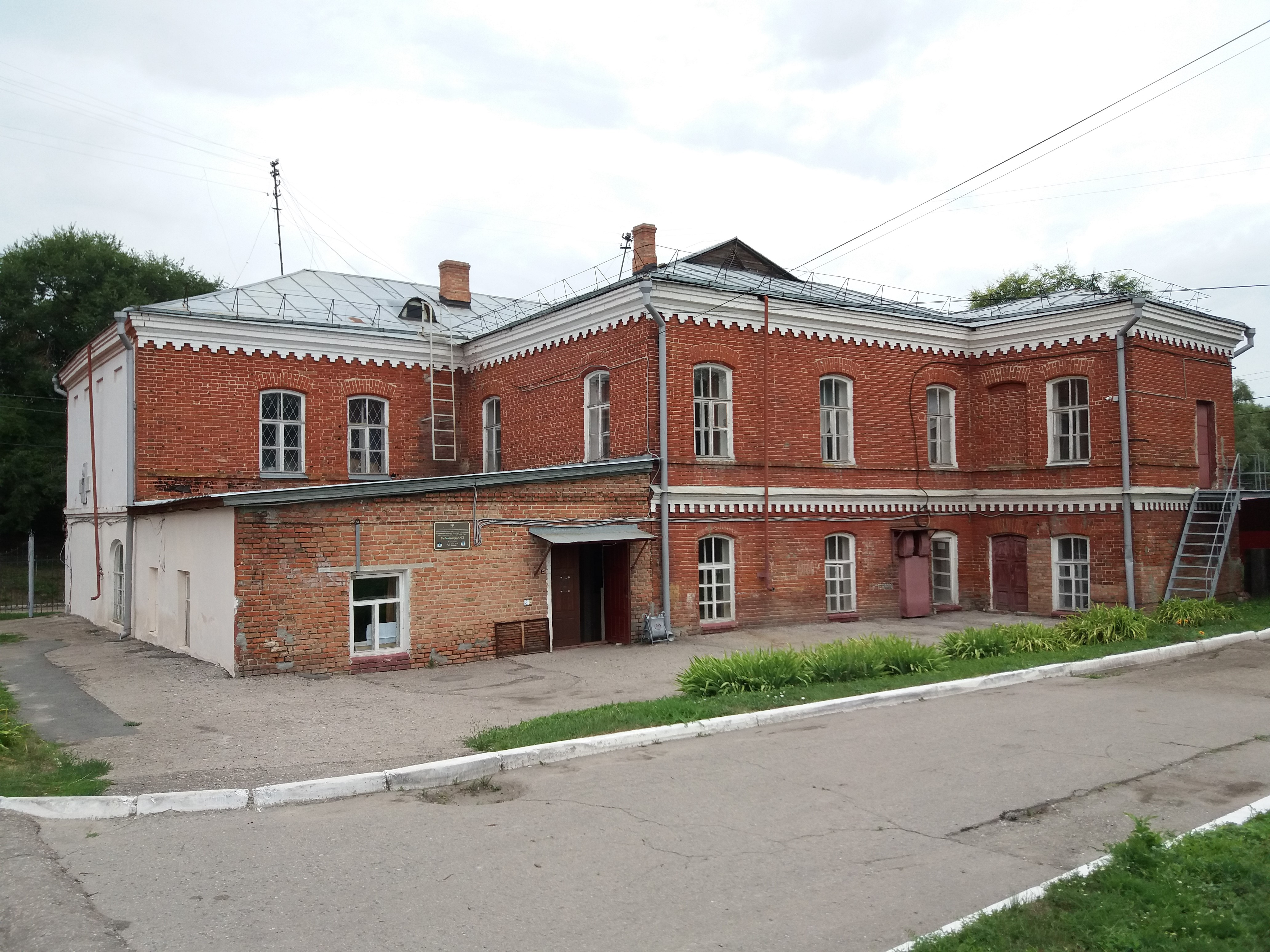
Здание 3-го учебного корпуса колледжа.

- 1947 — открытие Ульяновской областной культурно-просветительной школы
- В 1950 году училище получило здание на улице Островского, д. 4, затем в центре города — два здания на ул. Советская и ул. Ленина.

- 1959 — реорганизация в культурно-просветительное училище, переход в подчинение управления культуры
- 1989 году училище получило здание на улице Назарьева[3]
- 1990 — переименование культурно-просветительного училища в училище культуры
- 1991 — получение статуса училища культуры
- 2000 — переименование в Областное образовательное учреждение среднего профессионального образования «Ульяновское училище культуры» (сокращенное название ГООУСПО «Ульяновское училище культуры»)

- С 2015 года Ульяновское училище культуры переименовано в Ульяновский колледж культуры и искусства.

## Современность
В настоящее время училище размещается в четырёх зданиях на территории Государственного историко-мемориального заповедника «Родина В. И. Ленина» (ул. Назарьева, д. 4), в бывших зданиях Симбирской чувашской учительской школы. Студенты обеспечены музыкальными инструментами, индивидуальными классами для занятий, техническим оснащением учебного процесса. Имеется компьютерный класс. В библиотеке училища более 47 тысяч книг.
Училище играет заметную роль в жизни города и области. Ни один праздник, театрализованное представление, концерт, конкурс, фестиваль не обходится без участия студентов, преподавателей и выпускников училища. В смотрах и конкурсах студенты занимают призовые места.
Училищу отводится важное место в пропаганде и развитии народного художественного творчества. Этому способствуют все специализации, входящие в специальность «Социально-культурная деятельность и народное художественное творчество».
Познавая красоту, эмоциональность и зрелищность народного искусства, студенты училища на практике, а потом и на работе передают людям всё богатство народных традиций. Пропаганду традиционной культуры ведут народные коллективы, работающие в училище:
- Театр малых форм «Рампа» (рук. — заслуженный работник культуры РФ Мосин Н. К.)
- Ансамбль песни и танца имени Кошелева И. П. (рук. — Жукова Н. В.)

## Известные выпускники
- Гришанова О.[6], педагог и руководитель ансамбля «Ассорти» ДШИ р. п. Сурское, заслуженный работник культуры РФ
- Карниловы О. и Е.[7][8], руководители хореографического ансамбля «Счастливое детство» и театра танца «XXI век»
- Кузоватов А.[9], руководитель театра сатиры и юмора «Фрагмент»
- Медведева, Екатерина Ивановна, художник (выпуск 1972 года)
- Назарова Р.[10][11], актриса театра кукол, заслуженная артистка России
- Новиков В.[12], руководитель Народного коллектива «Ансамбль бального танца»
- Орлова Н. А.[13], заслуженный работник культуры (Управление культуры и искусства администрации Ульяновской области)
- Сахарцев Сергей Павлович, в 1957 г. окончил Ульяновское училище культуры, с сентября 1977 г. по 2003 г. - директор Сенгилеевского педагогического училища. Заслуженный учитель школы РФ. Почётный гражданин Ульяновской области (2000)[14][15].
- Сказкоподателева М. И.[16][17], руководитель хореографического коллектива «Провинциальные танцы» ДШИ № 1 (г. Димитровград), заслуженный работник культуры РФ
- Хоменко А. М., руководитель Народного театра малых форм «Радуга» Ишеевского Центра культуры и досуга[18]
- Шадько, Кларина Ивановна[19][20], народная артистка РСФСР, лауреат Государственной премии РФ, лауреат ХХ фестиваля 2014 года «Золотая маска»[21].

## Галерея

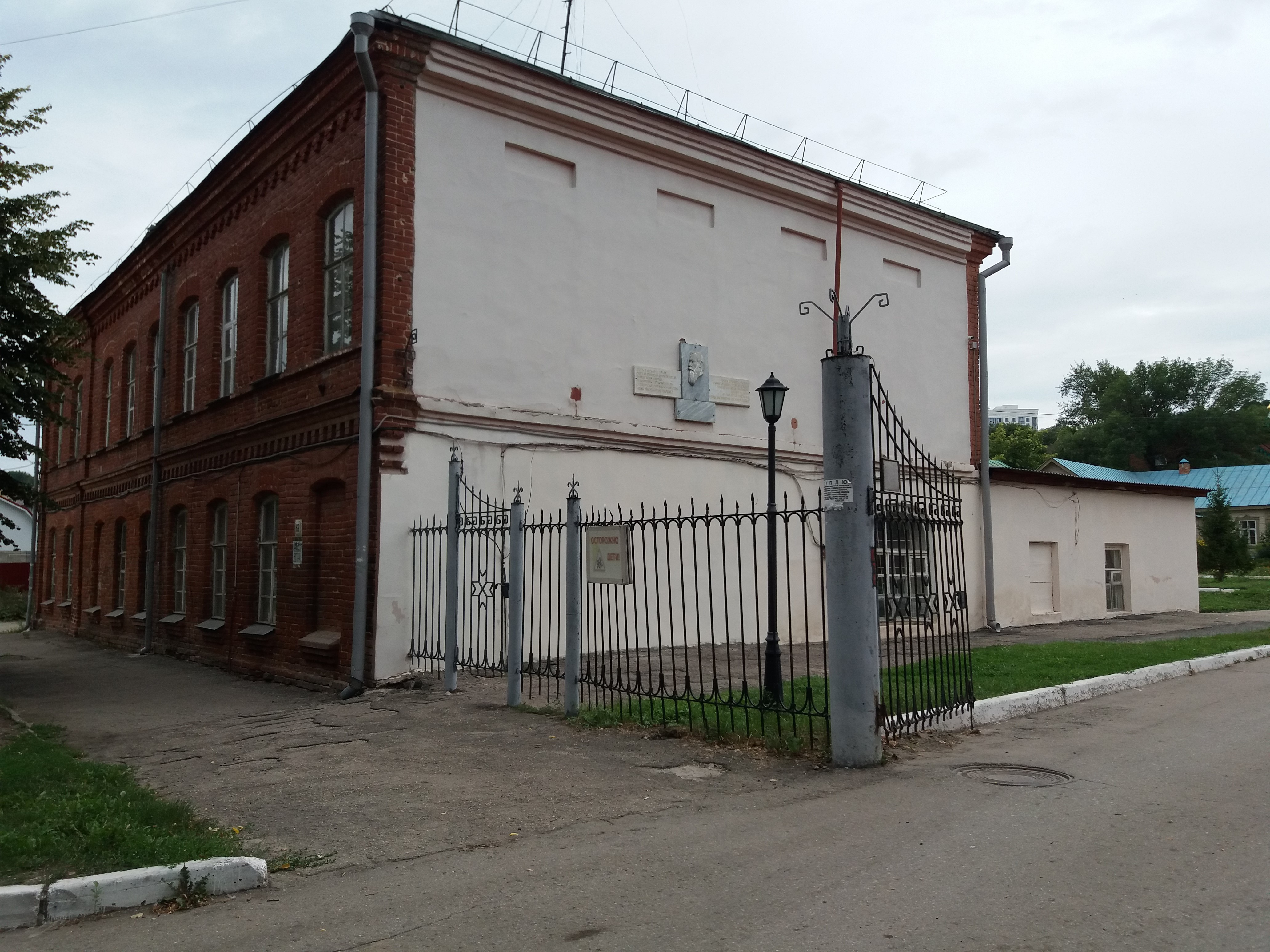
Здание 3-го учебного корпуса колледжа.
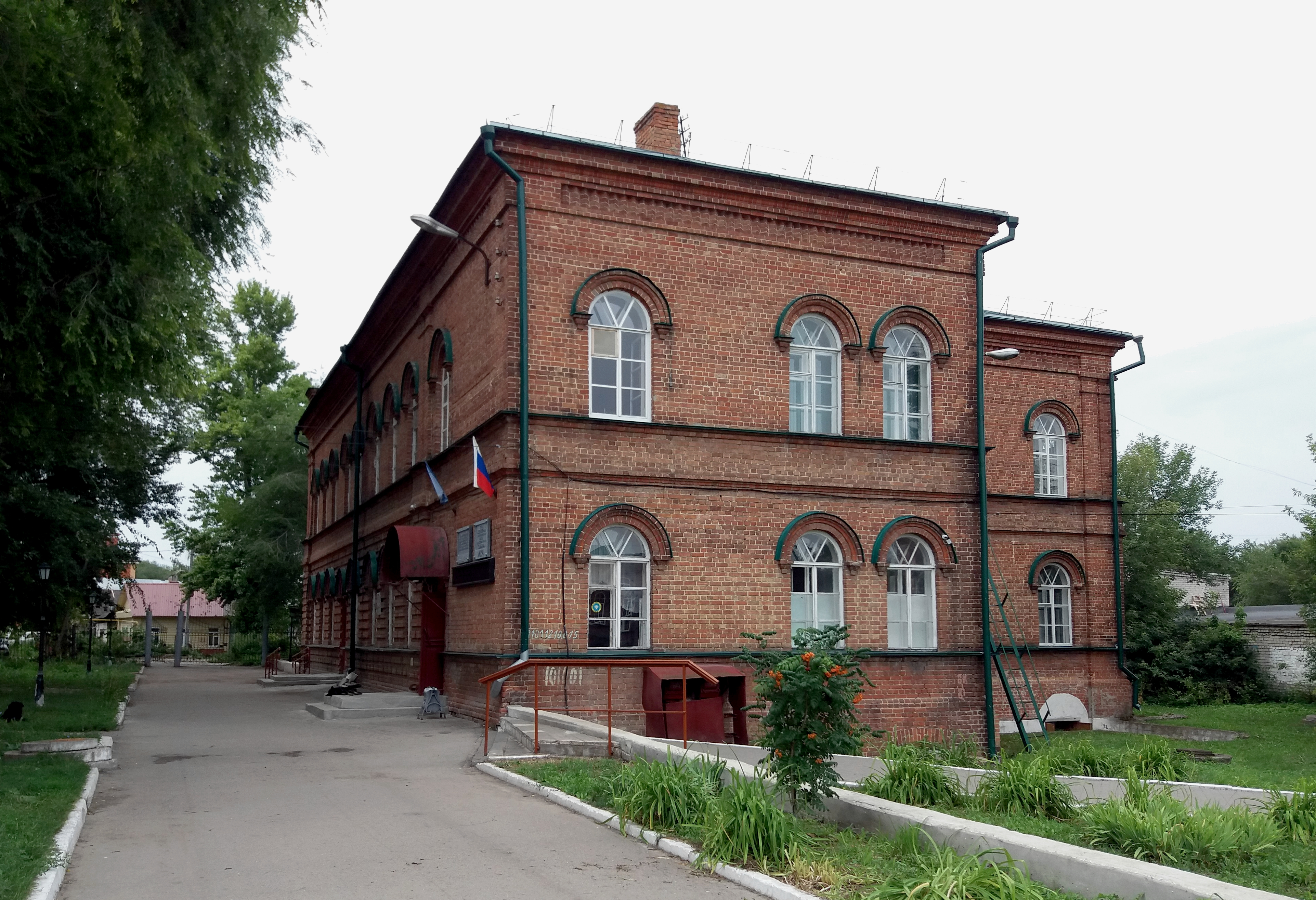
Здание 1-го учебного корпуса колледжа.
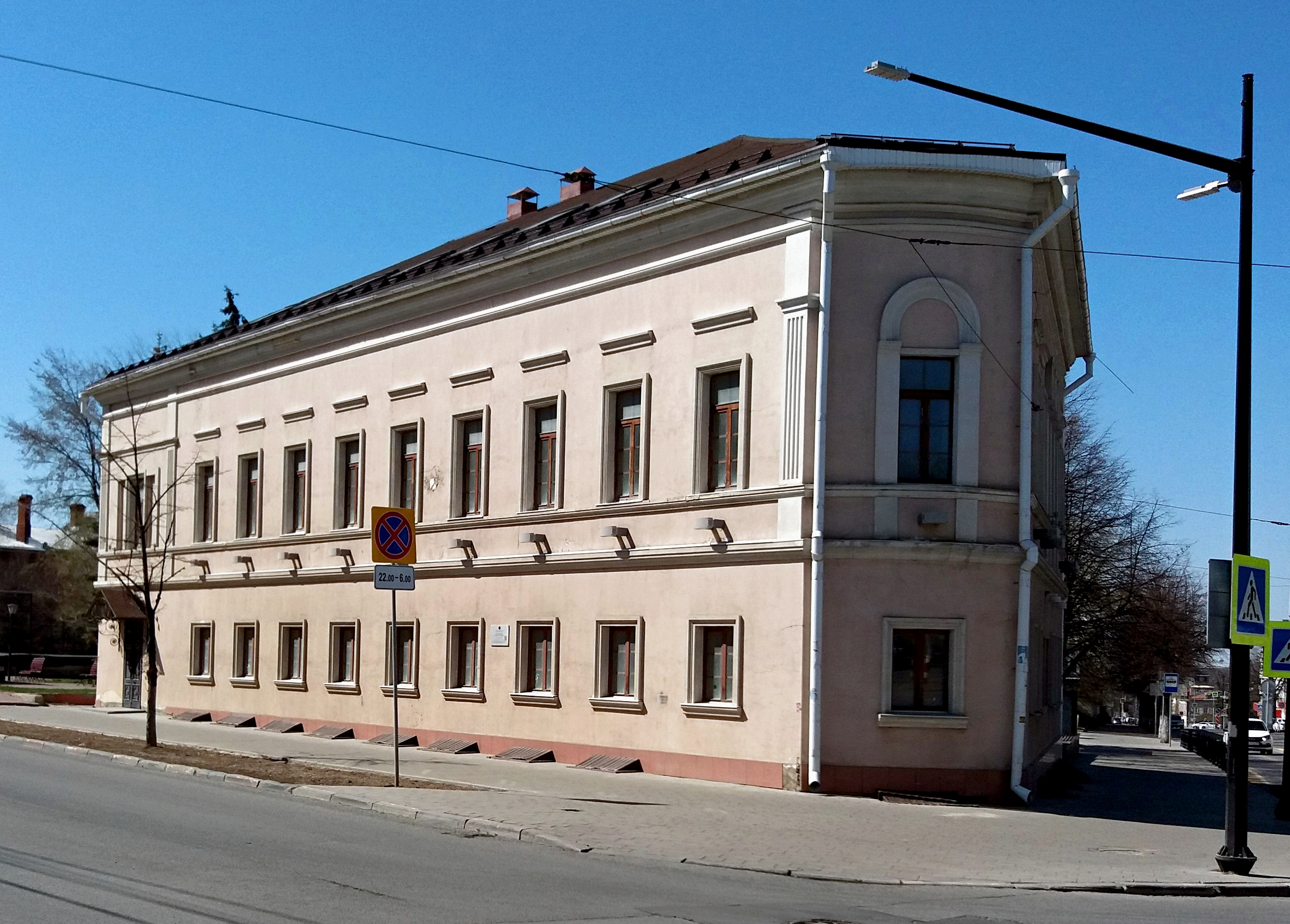
Бывшее здание училища, где в 1940-50-х года размещалось училище.